# Volina bjelica
Volina bjelica ili volina balavica (Rostroraja alba) je riba iz porodice rajidae. Nosi ime volina iako ne spada u taj razred. Ova je vrsta glatka i sluzava sa slabo vidljivim crnim obrubom kod starijih primjeraka. Boje je modrikaste sa slabo vidljivim bijelim flekama. Rasprostranjenija je u Južnom Jadranu na dubinama do 300 metara. Mlade raže često se nalaze u blizini većih što je vjerojatno zbog sigurnosti jer su raže nakon što se izlegu prepuštene same sebi. Mužjaci narastu do 230 cm a ženke su nešto manje, 203 cm je imala najveća zabilježana jedinka. Nalazi se na crvenoj listi ugroženih životinja. Hrani se svime što uhvati na dnu, ribama, glavonošcima, rakovima, itd.

## Rasprostranjenost
Volina bjelica se može pronaći u istočnom dijelu Atlantika, sjeverno od Engleskei Irske pa južno sve do Južnoafričke Republike, te na području Indijskog oceana uz obalu Afrike do Mozambika. Rasprostranjena je i na zapadnom dijelu Mediterana.

## Poveznice
|  | Zajednički poslužitelj ima još gradiva o temi Volina bjelica |